# QQ Волопаса
QQ Волопаса (лат. QQ Boötis) — двойная затменная переменная звезда типа W Большой Медведицы (EW) в созвездии Волопаса на расстоянии приблизительно 1085 световых лет (около 333 парсеков) от Солнца. Видимая звёздная величина звезды — от +12,85m до +12,45m. Орбитальный период — около 0,2765 суток (6,6355 часов).

## Характеристики
Первый компонент — жёлтый карлик спектрального класса G. Радиус — около 0,98 солнечного, светимость — около 0,964 солнечной. Эффективная температура — около 5789 K.
Второй компонент — жёлтый карлик спектрального класса G.